# John H. Marburger

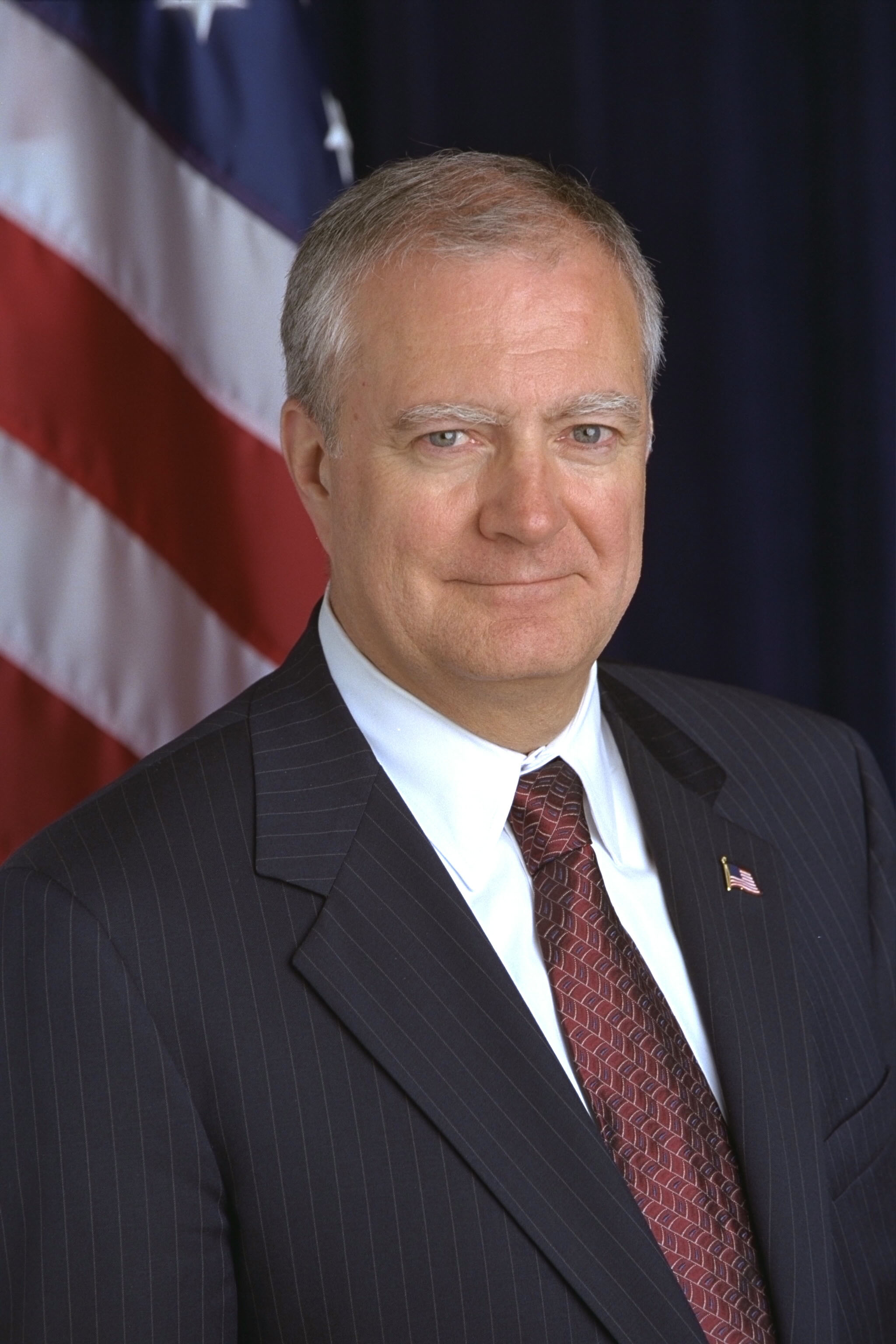
John H. Marburger als Direktor des Office of Science and Technology Policy

John Harmen „Jack“ Marburger III (* 8. Februar 1941 in Staten Island, New York City; † 28. Juli 2011 in Port Jefferson, New York) war ein amerikanischer Physiker. Er war von 1980 bis 1994 Präsident der Stony Brook University und ab 1998 Direktor des Brookhaven National Laboratory. Von 2001 bis 2009 war er Wissenschaftsberater (Science advisor) von US-Präsident George W. Bush und Direktor des Office of Science and Technology Policy.

## Leben
Marburger wuchs in Maryland auf und studierte bis 1962 Physik (Bachelor) an der Princeton University. Es folgte eine einjährige Tätigkeit am Goddard Space Flight Center. Anschließend absolvierte er an der Stanford University ein Postgraduiertenstudium. 1967 wurde er in Stanford promoviert. Ab 1966 war er an der University of Southern California (USC) tätig, wo er eine Professur für Physik und Elektrotechnik innehatte und zeitweise Dekan des College of Letters, Arts and Sciences war. Seine Forschungsbereiche waren die Nichtlineare Optik und die Quantenoptik.
1980 wechselte John Marburger als Präsident an die Stony Brook University. In seine bis 1994 dauernde Amtszeit fällt die Etablierung eines biowissenschaftlichen Forschungsprofils und eine im Vergleich zu anderen Hochschulen im Nordosten der USA deutliche Zunahme der Bundesförderung von Forschungsprojekten. Nach seiner Amtszeit als Präsident war er an der Universität weiterhin als Professor tätig. Seine Nachfolgerin im Präsidentenamt wurde Shirley Strum Kenny.
In den 1980er Jahren war er Vorsitzender einer Kommission, die den Staat New York wissenschaftlich zum Kernkraftwerk Shoreham beraten sollte, nachdem technische Probleme und gestiegene Kosten den Bau verzögerten.
1998 wurde Marburger zum Direktor des Brookhaven National Laboratory berufen, nachdem es dort zu einem Austritt von Tritium gekommen war und sich die Einrichtung der Kritik ausgesetzt sah. Für seine Rolle in der Öffentlichkeitsarbeit und der Umsetzung externer Kontrolle wurde ihm Lob von Umweltschutzverbänden zuteil. Während seiner Amtszeit wurde der Relativistic Heavy Ion Collider (RHIC) in Brookshaven in Auftrag gegeben.
US-Präsident George W. Bush ernannte den Demokraten Marburger im September 2001 zum Wissenschaftsberater (Science advisor) und Direktor des Office of Science and Technology Policy. In dieser Position musste er die konservativen Standpunkte der Regierung zu Themen wie der globalen Erwärmung oder Stammzellforschung verteidigen. Insbesondere wurde seine Verteidigung der Regierung nach Vorwürfen der möglichen Einflussnahme auf die Forschung in Bundeseinrichtungen kritisiert, unter anderem durch die Union of Concerned Scientists. Sein Nachfolger im Amt wurde John Holdren unter Präsident Barack Obama.
Von 2009 an war Marburger wieder an der Stony Brook University tätig, ab 2010 als Vizepräsident für Forschung. 2001 wurde er Fellow der American Physical Society.
Marburger war mit Carol Preston Godfrey Marburger verheiratet und Vater zweier Söhne.

## Veröffentlichungen (Auswahl)
- Kaye Husbands Fealing, Julia I. Lane, John H. Marburger III, Stephanie S. Shipp (Hrsg.): The Science of Science Policy. A Handbook. Stanford University Press, 2011, ISBN 978-0-8047-7078-1.
- John Marburger: Constructing Reality. Cambridge University Press, 2011, ISBN 978-1-107-00483-2.